# Kanonierki typu Babr
Kanonierki typu Babr – typ dwóch kanonierek marynarki wojennej Iranu, z okresu międzywojennego i II wojny światowej, zbudowanych we Włoszech. Obejmował dwa okręty: „Babr” i „Palang”. Zostały zatopione podczas interwencji brytyjskiej w sierpniu 1941 roku.

## Projekt i budowa
Cesarska Marynarka Wojenna Iranu w latach 20. XX wieku miała tylko dwa przestarzałe okręty, pochodzące z ubiegłego wieku, oraz poniemiecki trałowiec z I wojny światowej. 20 marca 1928 roku parlament uchwalił zamówienie budowy nowoczesnych okrętów we Włoszech. Zamówienie obejmowało od razu budowę dwóch stosunkowo dużych kanonierek typu Babr, czterech dużych okrętów patrolowych typu Charogh, sześciu kutrów motorowych i holownika.
Dwie kanonierki „Babr” i „Palang”, jak i większość pozostałych okrętów, zbudowała stocznia Cantieri Navali Riuniti w Palermo. Wodowano je odpowiednio 2 sierpnia 1931 roku i w listopadzie tego roku (brak bliższych dat w literaturze). 

## Opis

### Architektura i opis ogólny

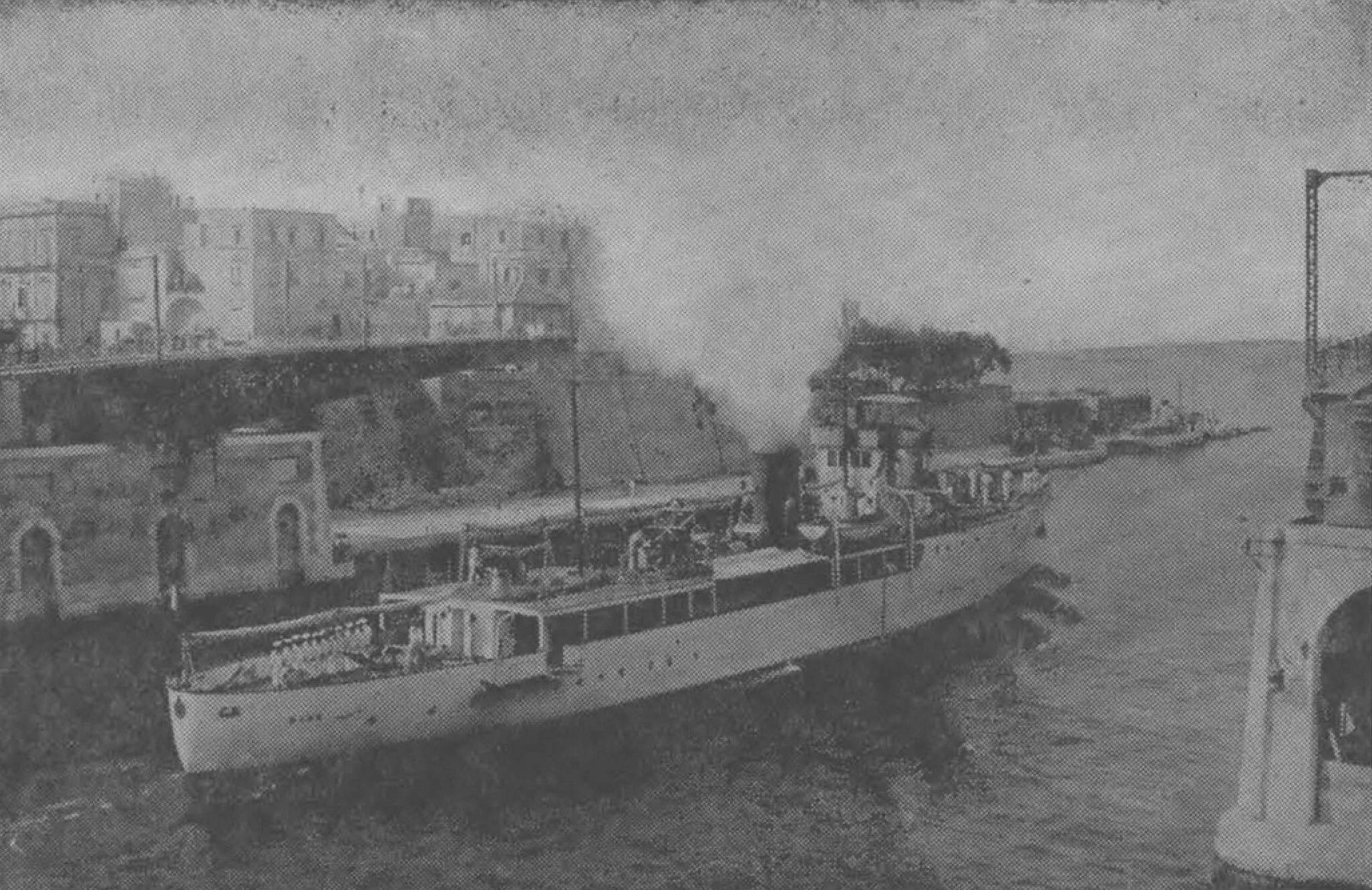
„Babr” w Tarencie, przed wypłynięciem do Iranu

Okręty są klasyfikowane w literaturze jako kanonierki lub slupy. Miały typową architekturę dla okrętów  tej klasy tego okresu. Kadłub miał podniesiony pokład dziobowy na ok. 1/3 długości, a na jego przedłużeniu na śródokręciu ciągnęła się węższa nadbudówka.  Nadbudówka dziobowa z pomostem bojowym była dwukondygnacyjna, mało rozbudowana, a za nią znajdował się maszt palowy i pojedynczy komin. Sylwetkę uzupełniał drugi lekko pochylony maszt w rufowej części śródokręcia. Prosta dziobnica była lekko wychylona do przodu; pokład był bez wzniosu.
Długość między pionami okrętów wynosiła 62,38 m. Szerokość wynosiła 9 m, a zanurzenie 3 m. Wyporność wynosiła 950 ts (ton angielskich), bez bliższego sprecyzowania tej wartości w literaturze.
Załoga okrętów składała się z 85 osób.

### Uzbrojenie
Główne uzbrojenie artyleryjskie składało się początkowo z trzech pojedynczych armat kalibru 102 mm. Umieszczone były na odkrytych stanowiskach na tej samej wysokości, na pokładzie dziobowym, śródokręciu i na końcu pokładu nadbudówki na rufie, z niewielkimi płaskimi maskami ochronnymi. Trzecie działo artylerii głównej na śródokręciu zamieniono jednak następnie na dwie armaty przeciwlotnicze kalibru 76 mm L/40, ustawione jedna za drugą na pokładzie nadbudówki na śródokręciu za kominem. Uzbrojenie uzupełniały dwa karabiny maszynowe. Według części literatury, okręty mogły ponadto przenosić do 80 min.

### Napęd
Okręty napędzane były przez dwa silniki wysokoprężne Fiat o łącznej mocy 1900 bhp, poruszające dwa wały śrub. Prędkość maksymalna wynosiła 15 węzłów. Okręty zabierały 120 ton paliwa.

## Służba
„Babr” i „Palang” po zbudowaniu weszły do służby w Cesarskiej Marynarce Wojennej Iranu, lecz w literaturze brak jest bliższej daty. U progu II wojny światowej stanowiły największe i najsilniejsze okręty marynarki tego kraju.
Oba okręty zostały zatopione przez marynarkę brytyjską podczas brytyjsko-radzieckiej interwencji w Iranie 25 sierpnia 1941 roku – „Palang” przez brytyjski slup „Shoreham” w Abadanie, a „Babr” przez australijski slup „Yarra” w Chorramszahrze. 